# Shake It Up: I Love Dance
Shake It Up: I <3 Dance en Latinoamérica (A Todo Ritmo: I Heart Dance) es la tercera banda sonora de la Serie Original Shake It Up. El primer sencillo del Álbum fue Contagious Love de Zendaya y Bella Thorne fue publicado el 19 de febrero de 2013 y el segundo fue This Is My Dance floor de Bella Thorne y Zendaya. Este es el tercer y último álbum de la serie.

## Lista de canciones
| Shake It Up: I <3 Dance |                                                           |                                                                          |          |  |
| N.º                     | Título                                                    | Escritor(es)                                                             | Duración |  |
| 1.                      | «Contagious Love» (Zendaya and Bella Thorne)              | Lambert Waldrip, Miranda R. Johnson and Anya Vasilenko                   | 2:15     |  |
| 2.                      | «This Is My Dance Floor» (Bella Thorne and Zendaya)       | Jeannie Lurie, Aris Archontis and Chen Neeman                            | 3:07     |  |
| 3.                      | «Beat of my Drum» (Zendaya)                               | Jay L'Oreal, James J. Abrabart, Melvin Hough II and Revelino R. Wouter   | 3:16     |  |
| 4.                      | «Blow the System» (Bella Thorne)                          | David Dawood, Natalia Hajjara, Darryl Connell and Philippe-Marc Anquetil | 3:30     |  |
| 5.                      | «Afterparty» (Caroline Sunshine & Roshon Fegan)           | Scott Krippayne and Bardur Haberg                                        | 3:43     |  |
| 6.                      | «Holla At The DJ (The DJ Mike D Remix) » (Coco Jones)     | Makeba Riddick, Brian Kennedy and Lashawn Daniels                        | 3:25     |  |
| 7.                      | «These Boots Are Made for Walkin’» (Olivia Holt)          | Lee Hazlewood                                                            | 2:22     |  |
| 8.                      | «Sharp As A Razor» (McClain Sisters)                      | Niclas Molinder, Joacim Persson, Johan Alkenas and Charlie Mason         | 3:15     |  |
| 9.                      | «Future Sounds Like Us» (Dove Cameron)                    | Bardur Haberg, Oli Jogvansson, Michelle Lewis and Heidi Rojas            | 2:57     |  |
| 10.                     | «I Can Do Better» (Young LA)                              | Antonina Armato, Tim James, Thomas Armato Sturges, and Adam Schmalholz   | 2:34     |  |
| 11.                     | «Shake It Up (Cole Plante Reboot Remix)» (Selena Gomez)   | Jeannie Lurie, Aris Archonitis and Chen Neeman                           | 3:32     |  |
| 12.                     | «We're Dancing (Alex Ghenea 3.0 Remix)» (Bridgit Mendler) | Bridgit Mendler, Josh Alexander and Billy Steinberg                      | 3:31     |  |
| 36:21                   |                                                           |                                                                          |          |  |

| N.º | Título                                    | Duración |  |
| 13. | «Get'cha Head In The Game» (Bella Thorne) | 2:40     |  |
| 16. | «I Do» (Coco Jones)                       | 3:42     |  |
| 17. | «Freaky Freakend»                         | 2:35     |  |

- Datos: Q3702161